# 1085 Amaryllis
Az 1085 Amaryllis (ideiglenes jelöléssel 1927 QH) a Naprendszer kisbolygóövében található aszteroida. Karl Wilhelm Reinmuth fedezte fel 1927. augusztus 31-én.